# Lagopus muta townsendi
Lagopus muta townsendi es una subespecie del Lagopus muta, especie de la familia Tetraonidae en el orden de los Galliformes. En esta subespecie se integra las subespecie obsoleta L. m gabrielsoni.

## Distribución geográfica
Se encuentra en las islas Kiska, Amchitka, pequeñas Sitkin y Rata (Islas Aleutianas).